# فلوریان مارتین
فلوریان مارتین (انگلیسی: Florian Martin؛ زادهٔ ۱۹ مارس ۱۹۹۰) بازیکن فوتبال اهل فرانسه است.
از باشگاه‌هایی که در آن بازی کرده‌است می‌توان به باشگاه فوتبال سوشو اشاره کرد.